# Sheree J. Wilson
Sheree J. Wilson (Rochester, Minnesota, 12 de diciembre de 1958) es una actriz de televisión estadounidense.

## Biografía
Hija de dos ejecutivos de IBM, a la edad de nueve años se trasladó a vivir al Estado de Colorado. En 1981 se graduó en marketing y economía por la Universidad Estatal de Colorado.
Comienza su actividad profesional en una empresa de moda, donde uno de los fotógrafos la confunde con una de las modelos. Desde ese momento se interesa por el mundo de la publicidad y se traslada a Nueva York, consiguiendo aparecer en más de treinta campañas comerciales de diferentes empresas.
Tras tres años trabajando como modelo, se instala en Los Ángeles para iniciar su carrera como actriz. Consigue el papel protagonista de la película Crimewave (1984), dirigida por Sam Raimi. Es el inicio de una trayectoria que en los dos años siguientes le permite intervenir en varios filmes y series de televisión, como Kane & Abel (1985), con Peter Strauss, Our Family Honor (1985), con Ray Liotta.
En 1986 consigue el papel que le reporta mayor popularidad en la época: El de April Stevens en Dallas, una de las producciones televisivas de mayor éxito en la historia de la pequeña pantalla. Wilson venía a cubrir la ausencia de Victoria Principal en la serie como contrapunto sentimental del personaje interpretado por Patrick Duffy (Bobby Ewing). La actriz interpretó el personaje durante cinco temporadas (1986-1991), hasta la cancelación definitiva de la serie.
Dos años más tarde, comienza a interpretar el otro gran personaje hasta el momento más destacado en su trayectoria: el de Alex Cahill en la serie Walker, Texas Ranger, junto a Chuck Norris. La actriz, se mantuvo en el reparto durante las nueve temporadas que la producción se mantuvo en pantalla, hasta 2001, culminando con la boda de su personaje con el interpretado por Norris. Más tarde, en 2005, también aparecería en la película de la serie, "Trial by Fire".
Con posterioridad ha intervenido en la serie Pink (2007-2008).
- Datos: Q272003
- Multimedia: Sheree J. Wilson / Q272003